# Hàn the (cây)
Hàn the (danh pháp hai phần: Desmodium heterophyllum) còn gọi là sơn lục đậu, là một loài thực vật có hoa thuộc họ Rau Răm, loài này được (Willd.) DC miêu tả khoa học đầu tiên vào năm 1825.

## Đặc điểm
Hàn the là loại cây mọc bò sát đất, phân cành từ gốc, cành trải ra mặt đất. Lá mọc so le, gồm có 3 lá chét, các lá dưới chỉ có 1 lá chét, lá chét hình trái xoan ngược, mặt trên xanh sẫm, nhẵn, mặt dưới màu nhạt, lá kèm hình trái xoan nhọn, có nhiều vân. Cụm hoa rất ngắn, mọc ở nách lá, ít hoa, không cuống, hoa nhỏ màu tím hồng. Quả thuôn không cuốn, có 4-5 đốt, mỗi đốt chứa 1 hạt. Bộ nhiễm sắc thể 2n = 22.
Cây có khả năng sống tốt trên nhiều loại đất từ sét đến cát. Cây cũng có khả năng chịu được các loại đất có độ pH khác nhau và không có khả năng chịu mặn.
Ở những vùng đất trống có thể thấy loài này mọc thành diện tích rộng. Gia súc cũng thích ăn cỏ này.
Cây nhân giống bằng hạt.

## Phân bố
Hàn the là loài bản địa ở vùng châu Á ôn đới (Trung Quốc, Nhật Bản, Đài Loan) và châu Á nhiệt đới (Việt Nam, Lào, Campuchia, Thái Lan, Myanma, Indonesia, Malaysia, Philippines, Papua New Guinea, Ấn Độ, Sri Lanka).

## Bài thuốc
Sốt, viêm đường tiết niệu: hàn the 40g, lá tre 40g, thân cây sậy 40g. Nấu sắc uống.
Phù thiểu niệu do suy tim, suy thận: hàn the 30g, lá mã đề 30g, cam thảo đất 30g. Nấu sắc uống.

## Hình ảnh

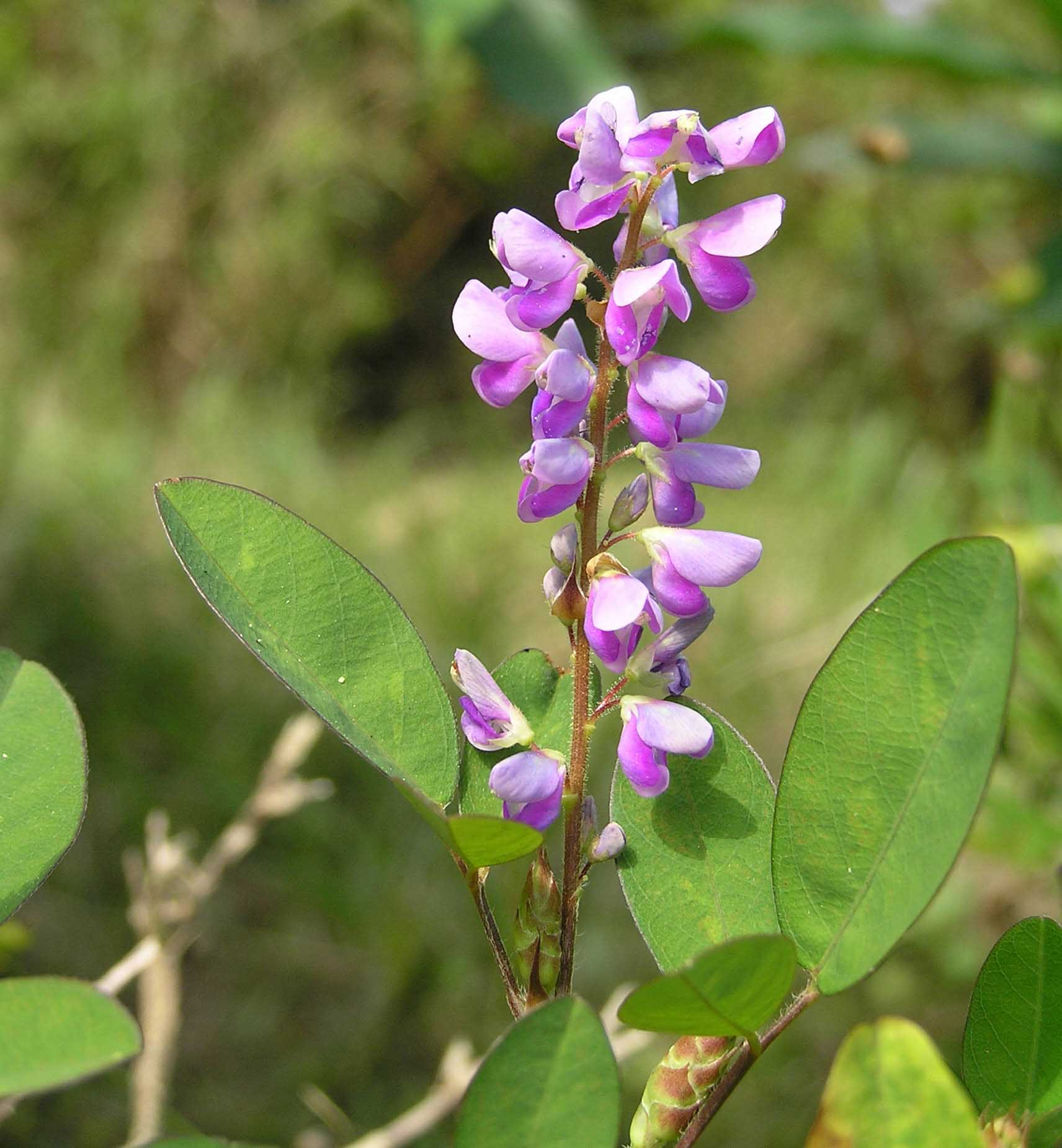
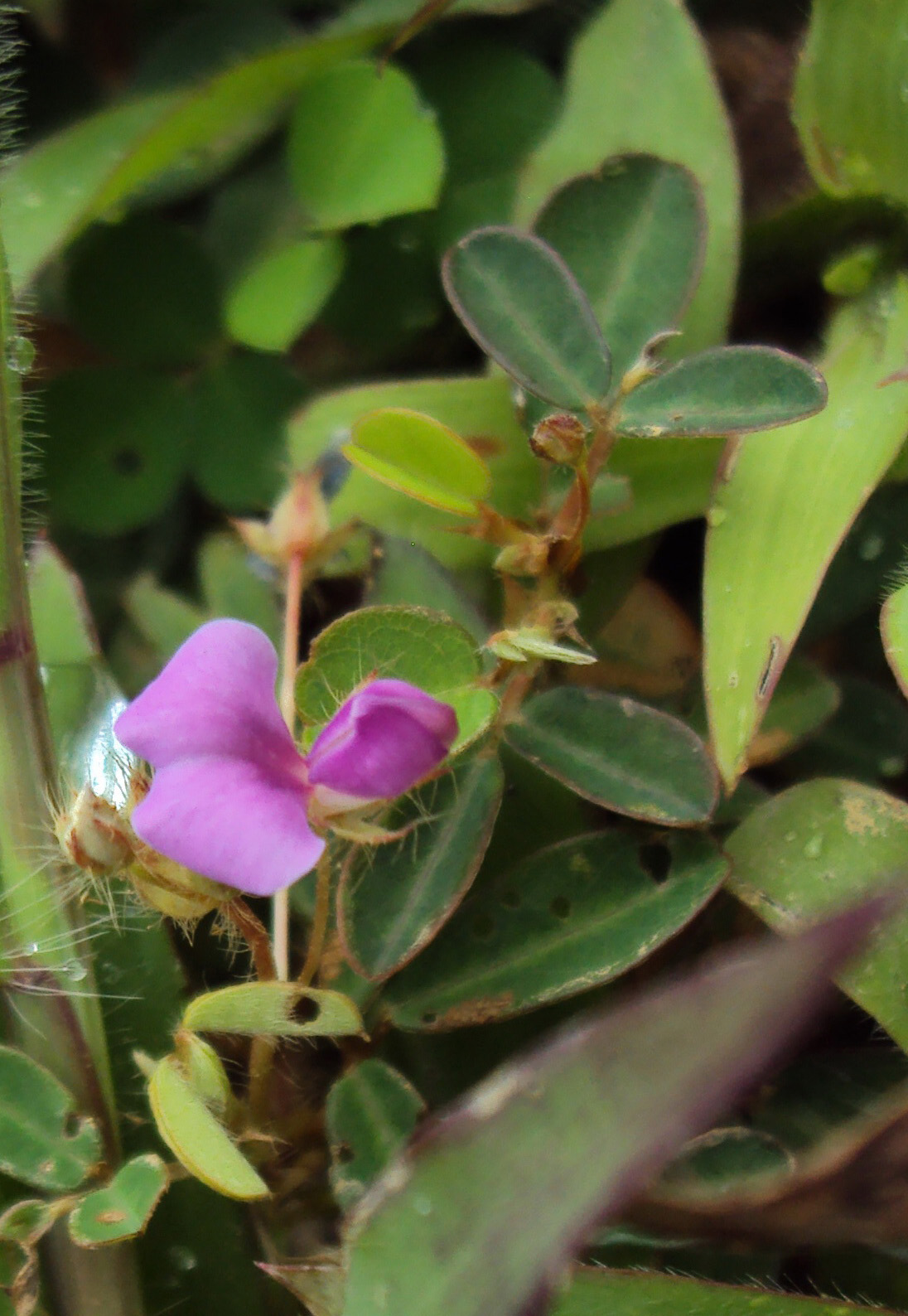